# Twinnia nova
Twinnia nova är en tvåvingeart som först beskrevs av Dyar och Shannon 1927.  Twinnia nova ingår i släktet Twinnia och familjen knott. Inga underarter finns listade i Catalogue of Life.